# 凍える夜に、盲目の殺し屋トポ
『凍える夜に、盲目の殺し屋トポ』（原題:Cold Comes the Night）は2013年にアメリカ合衆国で製作されたスリラー映画である。監督はジー・チャン、主演はアリス・イヴとブライアン・クランストンが務めた。
日本において、本作は劇場未公開となったが、2014年8月6日にDVDが発売された。

## ストーリー
シングルマザーのクロエはモーテルの管理人として生計を立てていた。そのモーテルにトポとジョンが立ち寄った。盲目のトポはジープでアメリカ中を旅しているのだという。ジョンは売春婦のグウェンと一夜を共にするために、トポに一泊しようと持ちかけた。その夜、銃声でクロエは目覚めた。モーテルの様子を調べていたクロエはグウェンとジョンの死体を発見する。
事件の捜査のためにやって来た警察官の中には、クロエの友人であるビリーもいた。ビリーはグウェンのケツ持ちでもあった。ビリーは「貴方が抱えている女性たちには2度とモーテルを使わせない」と憤るクロエを必死で宥めるのであった。事件を聞きつけてやって来たソーシャル・ワーカーは「このようなことが続くなら、ソフィアは施設で引き取られることになる」とクロエに警告するのだった。翌日、警察が自分のジープを押収したことを知って憤激したトポは、クロエとソフィアを人質に取った。ソフィアの命を守りたいクロエは、渋々トポに協力することにした。トポの命令で、クロエとソフィアはビリーの家を訪れ、ジープ返還の交渉に当たることになった。交渉が不調に終わったことに業を煮やしたトポは、クロエに警察のゴミ捨て場を漁り、包みを回収するように命じた。警備員に見つかったクロエは何とか逃走に成功するが、包みを持ち帰ることには失敗した。
モーテルに帰ったあと、クロエはトポが現金輸送に携わっていたことを知る。そこで、クロエは「現金輸送に協力するから、それで得たお金を山分けしよう」とトポに持ちかける。任務に遅れが生じていることを気にしていたトポはこの提案を受け入れざるを得なかった。クロエとソフィアが眠っている間、トポはクロエが緊急事態用に隠していた札束を見つけた。
翌朝、張り込みを続けるトポとクロエはお互いのことを話し始めた。ジョンがトポの甥であったこと、クロエの夫は交通事故で亡くなったことなどが明かされた。クロエに後を付けられていることを知ったビリーは、クロエを袋小路に追い込み、彼女を人質に取った。トポはビリーを背後から殴りつけ、「ジープの中の現金はどうした」と詰問する。ビリーは口を割らなかったが、トポは自宅に金を隠しているのだろうと思い、彼の自宅へ急行した。トポの予想は的中したが、ビリーの妻であるアンバーが必死の抵抗を示したため、彼女を銃撃せざるを得なかった。ビリーを縛り付けた後、2人はモーテルへ帰っていった。
これで現金輸送の任務を完遂できると思ったトポだったが、思わぬ事態が発生するのだった。

## キャスト
※括弧内は日本語吹替
- クロエ - アリス・イヴ（宮島依里）
- トポレウスキ - ブライアン・クランストン（土師孝也）

トポと呼ばれている。
- ビリー - ローガン・マーシャル＝グリーン（前田一世）
- ソフィア - アースラ・パーカー（英語版）（久野美咲）

クロエの娘。
- ドニー - レオ・フィッツパトリック（小林親弘）
- アンバー - エリン・カミングス

ビリーの妻。
- クインシー - ロビン・ロード・テイラー
- グウェン - サラ・ソコロヴィッチ
- デニス - マルセリーヌ・ヒューゴ
- ジャック - スティーブン・シェイファー
- マックケニー刑事 - ロバート・プレスコット
- ソーシャル・ワーカー - アシュリー・アトキンソン（英語版）
- 警察官 - ディラン・チャルフィ

## 製作
当初の計画では、本作のタイトルはEye of Winterになる予定であった。
2012年10月から11月にかけて、本作の主要撮影がニューヨークで行われた。

## 公開
2013年7月24日、本作のファースト・トレイラーが公開された。翌日、ソニー・ピクチャーズが本作の配給権を購入したと報じられた。

## 評価
本作は賛否両論となっている。映画批評集積サイトのRotten Tomatoesには41件のレビューがあり、批評家支持率は44%、平均点は10点満点で4.9点となっている。サイト側による批評家の見解の要約は「アリス・イヴとブライアン・クランストンの好演にも拘わらず、『凍える夜に、盲目の殺し屋トポ』は錯綜したプロットのせいで出来の悪い映画になっている。」である。また、Metacriticには18件のレビューがあり、加重平均値は37/100となっている。